# Vandaveer
Vandaveer est un groupe de folk rock américain, originaire de Washington, D.C.. Actif au milieu des années 2000 par Mark Charles Heidinger, il se présente actuellement sous la forme d'un duo composé de Mark Charles Heidinger et de Rose Guerin qui rejoint le groupe en 2007. Les deux musiciens s'entourent également d'autres musiciens selon les projets qu'ils développent. Particulièrement actif aux États-Unis et en France, Vandaveer tourne depuis 2006, et a sorti quatre albums. Vandaveer est distribué par Supply and Demand Label aux États-Unis et par Alter K Records en France.

## Biographie
Vandaveer joue comme artiste solo à la fin 2006, publiant son premier album, Grace and Speed, au printemps 2007 au label de DC, Gypsy Eyes Records. Rose Guerin commence à chanter avec Vandaveer à la mi-2007 et y reste depuis en son sein. Robby Cosenza, Justin Craig et J. Tom Hnatow (tous d'anciens membres de These United States) sont des collaborateurs réguliers de Vandaveer en studio et en concert. 2009  assiste à la sortie du deuxième album de Vandaveer, Divide and Conquer, chez Supply and Demand Music aux US et Alter K Records en Europe. Vandaveer fait notamment une apparition remarquée dans La Blogothèque de Vincent Moon en novembre 2008.
En 2010, Vandaveer auto-produit un EP cinq titres lo-fi, A Minor Spell. En avril 2011, le groupe publie son premier album studio, intitulé Dig Down Deep, encore une fois chez Supply and Demand Music et Alter K Records. Le quatrième album de Vandaveer, Oh, Willie Please..., est publié en avril 2013, chez Quack Media. L'album, qui fait participer J. Tom Hnatow au dobro, piano, pedal steel guitar et guitare acoustique, et Phillips Saylor au banjo et à la guitare acoustique, est une collection de morceaux folks traditionnels, particulièrement des ballades de meurtre et morceaux sur la ruine de soi.
Le 16 février 2016, Vandaveer publie son cinquième album, The Wild Mercury. Timothy Monger d'AllMusic onsidère The Wild Mercury comme « ...sans doute sa collection la plus personnelle à ce jour. » Dylan Weller de Splash Magazine attribue à l'album une note de 8 sur 10.

## Discographie

### Albums studio
- 2007 : Grace and Speed
- 2009 : Divide and Conquer
- 2011 : Dig Down Deep
- 2013 : Oh, Willie Please
- 2015 : The Wild Mercury

### EP
- 2008 : VNDVR XMSEP
- 2010 : A Minor Spell
- 2010 : VNDVR XMSEP2